# Isola del Toro
Isola del Toro este o arie protejată (arie specială de conservare — SAC, sit de importanță comunitară — SCI, arie de protecție specială avifaunistică — SPA) din Italia întinsă pe o suprafață de 63 ha, din care 79 % marine.

## Localizare
Centrul sitului Isola del Toro este situat la coordonatele 38°51′37″N 8°24′31″E / 38.860278°N 8.408611°E.

## Înființare
Situl Isola del Toro a fost declarat sit de importanță comunitară în iunie 2002 pentru a proteja 7 specii de animale. Alte tipuri de protecție:
- arie de protecție specială avifaunistică (în iulie 2009)[3]
- arie specială de conservare (în aprilie 2017)[2][4][5]

## Biodiversitate
Situată în ecoregiunea mediteraneană, aria protejată conține 2 habitate naturale: Straturi cu Posidonia (Posidonion oceanicae), Recifuri.
La baza desemnării sitului se află mai multe specii protejate:
- păsări (6): Calonectris diomedea, Falco eleonorae, șoim călător (Falco peregrinus), Hydrobates pelagicus, Larus audouinii, Phalacrocorax aristotelis desmarestii
- reptile (1): Euleptes europaea

Pe lângă speciile protejate, pe teritoriul sitului au mai fost identificate 2 specii de plante, 3 specii de păsări, 4 specii de nevertebrate, 1 specie de reptile.